# Acacia laeta
Acacia laeta är en ärtväxtart som beskrevs av George Bentham. Acacia laeta ingår i släktet akacior, och familjen ärtväxter. Inga underarter finns listade i Catalogue of Life.